# 朱彦西
朱彦西（1990年5月25日—），重庆人，中国职业篮球运动员，司职大前锋，偶尔客串中锋。该球员现效力于中国男子篮球职业联赛北京金隅队，曾获得2011-12赛季CBA全明星赛三分王与最佳新人两项个人荣誉，并随队三夺中國男子籃球職業聯賽总冠军。

## 生平
朱彦西出生于一篮球世家。由于他比同龄的孩子身高更高，朱彦西的母亲决定让他接受专业的篮球训练。朱彦西在重庆篮球传统校重庆一中上完初中二年级上半学期后，就在母亲的陪伴下来到北京，先后试训于八一青年队和北京首钢青年队。最终，朱彦西被北京青年队留用。
2011年，朱彦西接受了NBL球队江苏同曦队时任主教练崔万军的邀请，以租借的形式加盟该队。其间，朱彦西帮助球队夺取了NBL总冠军，并成为最佳新秀。
朱彦西在次级联盟出色的表现打动了北京队主教练闵鹿蕾。2011年夏天，朱彦西与另一名球队新秀翟晓川一同上调至一线队，并报名参加随后赛季的CBA联赛。在该赛季，朱彦西表现稳定，在攻防两端均有不错的表现。在该赛季，他荣获了CBA第四周MVP、赛季最佳新秀以及全明星赛三分球大赛冠军等个人荣誉；与此同时，他也随球队夺取了该赛季CBA总冠军。
国家队方面，朱彦西在2012年伦敦奥运会之前曾经入选中国男篮，但最终未能出征伦敦。

## CBA生涯统计
截至2013年2月7日。
| 年份     | 球队     | 场次 | 篮板 | 助攻 | 命中率 | 罚球命中率 | 得分 |
| -------- | -------- | ---- | ---- | ---- | ------ | ---------- | ---- |
| 2011-12  | 北京金隅 | 44   | 5.4  | 0.5  | .454   | .786       | 12.2 |
| 2012-13  | 北京金隅 | 30   | 4.6  | 0.5  | .429   | .800       | 10.3 |
| 职业生涯 |          | 74   | 4.9  | 0.5  | .444   | .791       | 11.0 |